# Diaethria coelinula
Diaethria coelinula är en fjärilsart som beskrevs av Achille Guenée 1872. Diaethria coelinula ingår i släktet Diaethria och familjen praktfjärilar. Inga underarter finns listade i Catalogue of Life.